# Масляная смесь

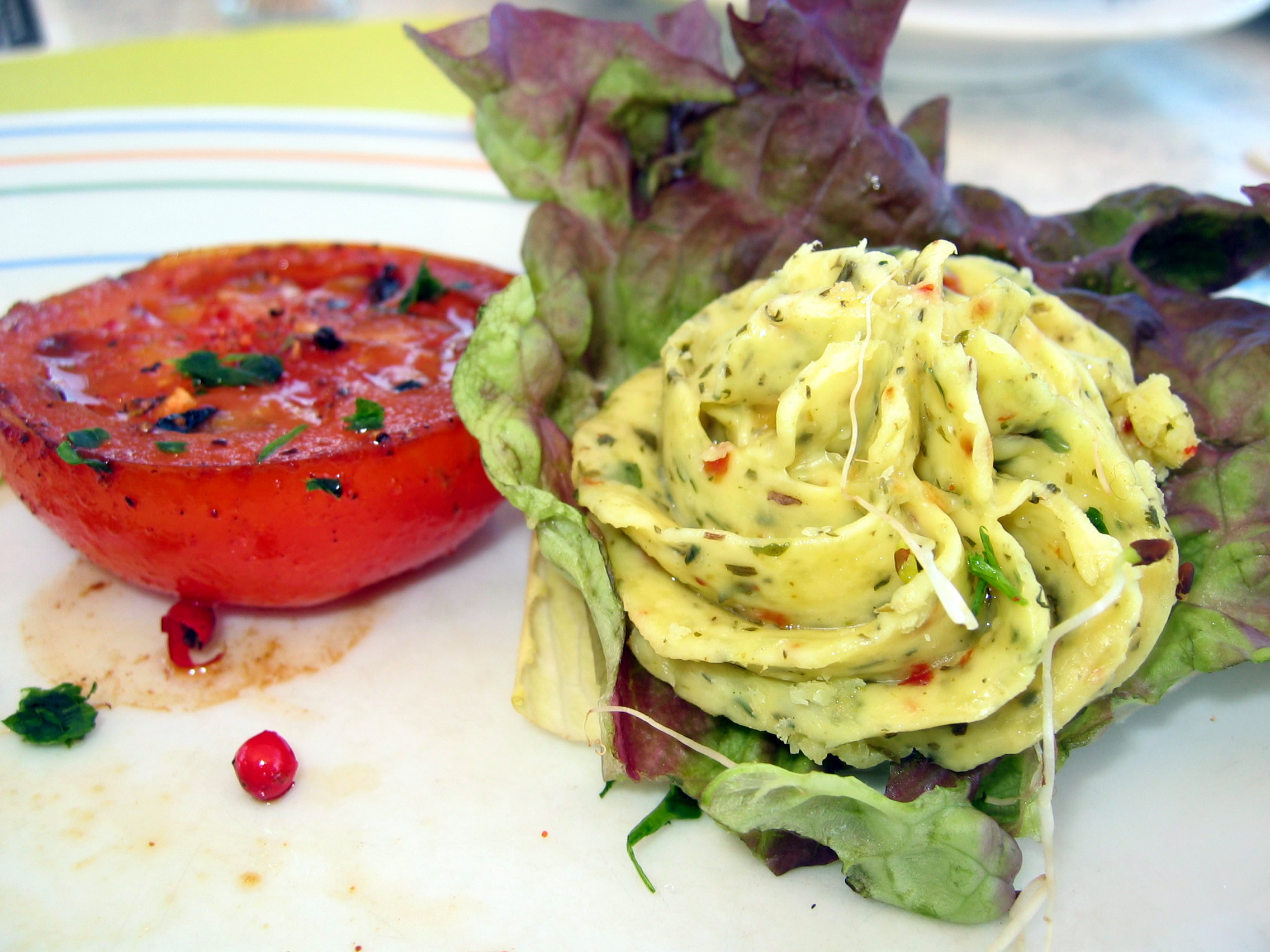
Зелёное масло, сервированное к жаренным на гриле томатам

Масляная смесь (фр. beurre composé) — кулинарный продукт французского происхождения из сливочного масла в смеси с измельчёнными дополнительными продуктами, предназначенный для улучшения вкуса горячего блюда, как соус.
Масляные смеси готовят с различными ингредиентами, они носят соответствующие названия: масло зелёное (с петрушкой и лимонным соком, «а-ля метрдотель», масло кольбер), селёдочное, килечное, анчоусное, сардиновое, лососевое, шпротное, раковое, с копчёной рыбой, сырное, яичное, ветчинное, грибное, ореховое, миндальное, чесночное, с горчицей. В русской кухне масляные смеси получили распространение в качестве закуски, бутербродной пасты, например, рыбное или шоколадное масло, в рецептах их указывают иногда как «закусочное масло». Масляной пастой называют продукт, приготовленный с меньшим содержанием жира, чем в масляной смеси; его замещают, например, сметаной.
Масляные смеси готовят из размягчённого или взбитого масла, добавляемые продукты натирают на тёрке, мелко рубят, протирают через сито или пюрируют с помощью блендера. Перед соединением масляной смеси путём взбивания в зависимости от рецепта могут добавляться сметана или густой белый соус. Масляные смеси используются непосредственно после приготовления, но могут перед подачей храниться в морозильной камере в течение полутора-двух часов для удобства последующей нарезки. Масляными смесями в тонких кружочках, прямоугольниках или квадратиках, а также в форме шариков, орехов и цветочных бутонов украшают холодные закуски и подают в качестве приправ к горячим блюдам. Готовая масляная смесь может храниться в морозильной камере в течение нескольких недель и применяться для приготовления сложных соусов.